# Velika nagrada Marseilla 1932
Velika nagrada Marseilla 1932 je bila sedemindvajseta neprvenstvena dirka v sezoni Velikih nagrad 1932. Odvijala se je 25. septembra 1932 v francoskem mestu Miramas, isti dan je potekala še dirka Munkkiniemenajo.